# Donald Dingwell
Donald Bruce Dingwell (né en 1958) est un géoscientifique canadien qui est le directeur du Département des sciences de la Terre et de l'environnement  et Ordinarius pour la minéralogie et la pétrologie de l'Université Louis-et-Maximilien de Munich. 

## Biographie
Dingwell est né à Corner Brook, Terre-Neuve, Canada. Il commence sa carrière de chercheur à la Carnegie Institution de Washington où il est Carnegie Fellow de 1984 à 1986 au Geophysical Laboratory. Il commence sa carrière comme titulaire à l'Université de Toronto en tant que professeur adjoint. En 1987, il rejoint le nouvel Institut bavarois de géochimie expérimentale et de géophysique (Géo-institut bavarois) à l'Université de Bayreuth où il est assistant du directeur fondateur Friedrich Seifert. Dingwell est  professeur de minéralogie et de pétrologie à la Faculté des géosciences de l'Université Ludwig Maximilian (LMU) depuis 2000. Il est également directeur du Département des sciences de la Terre et de l'environnement  depuis sa fondation en 2002. Il est également vice-président de l'Academia Europaea. De septembre 2011 à décembre 2013, il est le troisième et dernier secrétaire général du Conseil européen de la recherche (ERC)  où il se lance dans une campagne de participation mondiale pour l'ERC. Il est également ancien président de l'Union européenne des géosciences et président de l'Association internationale de volcanologie et de chimie de l'intérieur de la Terre (IAVCEI), fondée en 1919.
Dingwell reçoit la Médaille Arthur Louis Day de la Société américaine de géologie. En décembre 2019, il est nommé Officier de l'Ordre du Canada. Dingwell est également nommé membre de l'Ordre de Terre-Neuve-et-Labrador en 2021.
En 2017, il devient membre de l'Académie allemande des sciences Leopoldina. En 2020, il reçoit la Médaille Arthur-Holmes de l'Union européenne des géosciences.

## Publications
- (en) Daniele Giordano, James K. Russell et Donald B. Dingwell, « Viscosity of magmatic liquids: A model », Earth and Planetary Science Letters, Elsevier, vol. 271, nos 1-4,‎ juillet 2008, p. 123-134 (ISSN 0012-821X et 1385-013X, OCLC 1567193, DOI 10.1016/J.EPSL.2008.03.038).
- (en) Mikhail Alidibirov et Donald B. Dingwell, « Magma fragmentation by rapid decompression », Nature, NPG et Springer Science+Business Media, vol. 380, no 6570,‎ mars 1996, p. 146-148 (ISSN 1476-4687 et 0028-0836, OCLC 01586310, DOI 10.1038/380146A0).
- (en) Jonathan M Castro et Donald B Dingwell, « Rapid ascent of rhyolitic magma at Chaitén volcano, Chile », Nature, NPG et Springer Science+Business Media, vol. 461, no 7265,‎ 1er octobre 2009, p. 780-783 (ISSN 1476-4687 et 0028-0836, OCLC 01586310, PMID 19812671, DOI 10.1038/NATURE08458).